# Vieille (poisson)
Pour les articles homonymes, voir Vieille.
Taxons concernés
Plusieurs espèces parmi les familles
- Labridae
  - labrus
  - Symphodus
  - Bodianus
  - Cheilinus
  - Stethojulis
  - Pseudodax
  - Polylepion
- Serranidae
  - Epinephelus
  - Cephalopholis
  - Plectropomus
  - Aethalopercamodifier

Le terme vieille est le nom vernaculaire désignant en français principalement deux espèces de poissons du genre Labrus, la vieille commune et la  vieille coquette, mais ce nom peut être porté par d'autres espèces. Ce nom est utilisé dans une composition comme dans petite vieille (Centrolabrus exoletus). Le terme est également utilisé dans des français d'outre-mer, Antilles, Nouvelle-Calédonie et Mascareignes pour désigner certaines espèces locales. Ces poissons peuvent être assez éloignés sur l'arbre phylogénétique puisque n'appartenant qu'au même ordre, celui des Perciformes.
Ce sont des poissons moins trapus que les mérous. Les vieilles sont réputées avoir beaucoup d'arêtes ce qui la rend peu fréquente sur les étals de poissonnier et apte pour la préparation de soupes.

## Noms en français et noms scientifiques correspondants
Note: certains noms peuvent figurer en double pour faciliter la recherche par ordre alphabétique des noms français.
En français, les espèces dont le nom vernaculaire comporte ce terme sont :
- Vieille commune - Labrus bergylta
- Vieille coquette - Labrus mixtus
- Petite vieille  - Centrolabrus exoletus et Symphodus melops
- Vieille à selle noire - Bodianus bilunulatus
- Vieille à tache rouge - Stethojulis bandanensis
- Vieille abeille - Epinephelus miliaris
- Vieille aile noire - Cephalopholis urodeta
- Vieille ananas - Cephalopholis sonnerati
- Vieille balayette - Cheilinus lunulatus
- Vieille barbe noire - Oxycheilinus digramma
- Vieille ciseau - Pseudodax moluccanus
- Vieille d'Arabie - Cephalopholis hemistiktos
- Vieille de corail - Cephalopholis miniata
- Vieille Diane queue - Bodianus diana
- Vieille dorée - Cephalopholis aurantia
- Vieille étoilée - Cephalopholis miniata
- Vieille étoiles bleues - Cephalopholis cyanostigma
- Vieille fraise - Cephalopholis spiloparaea
- Vieille la prude - Cephalopholis argus
- Vieille plate - Epinephelus flavocaeruleus
- Vieille roga - Aethaloperca rogaa
- Vieille arlequin - Cephalopholis polleni
- Vieille rouge - Epinephelus fasciatus
- Vieille rouillée - Cephalopholis aitha
- Vieille saignante - Polylepion cruentum
- Vieille Saint-Silac - Plectropomus maculatus
- Vieille tache de rousseur - Cephalopholis microprion
- Vieille tachetée - Cheilinus chlorourus) ou (Cheilinus fasciatus
- Vieille triple queue - Cheilinus trilobatus)
- Vieille voyant - Cephalopholis igarashiensis

Quelques-uns de ces noms vernaculaires sont considérés comme désuets.

## Liens connexes
- Cephalopholis miniata
- Vieille commune
- Liste des poissons de l'océan Atlantique